# 瓦力 (政治人物)
瓦力（かわら つとむ，1937年4月1日—2013年1月13日），本姓戶島，婚後入贅妻家並從妻姓瓦，日本政治人物，眾議院議員，自民黨籍，所屬派閥為宏池會。
1937年生於石川縣七尾市，中央大學畢業，曾任前眾議院議長益谷秀次的秘書，1972年益谷退休，將議員席次交給他競選，此後連任十二次，至2009年退休。1987-1988、1999-2000曾两次担任防卫厅长官，此外1997-1998还担任建設大臣。
他曾擔任「大家一起参拜靖国神社国会议员会」會長。
2013年1月13日因肺炎而病逝，享年75歲。

## 荣誉

### 日本勋章奖章
- 旭日大绶章（2009年11月3日公布）

### 外国勋章奖章
- 民事功绩大十字勋章（西班牙语：Orden del Mérito Civil (España)）（西班牙，1980年10月23日批准[2]）：西班牙国王胡安·卡洛斯一世于1980年10月27日至31日对日本进行国事访问[3]。